# Шевченко Денис Валерійович
Дени́с Вале́рійович Шевче́нко — український військовослужбовець, капітан Національної гвардії України, учасник російсько-української війни, що відзначився і загинув у ході російського вторгнення в Україну. Герой України (2024, посмертно).

## Життєпис
Народився 11 січня 1999 року, проживав у місті Харкові. З дитячих років мав лідерські якості, що у подальшому сприяло становленню його як професійного командира. У шкільні роки відвідував різноманітні гуртки, зокрема театральний і з бальних танців, захоплювався тхеквондо та з 5 класу професійно займався триатлоном (виконав нормативи кандидата у майстри спорту, був членом збірної України, посідав призові місця на всеукраїнських та міжнародних змаганнях).
2016 року закінчив Харківську гімназію № 82 і вступив на командно-штабний факультет Національної академії Національної гвардії України, а за рік — ще й на заочну форму навчання до Харківського університету внутрішніх справ (закінчив 2021-го). 
2020 року, після випуску, розподілений до 1-ї Президентської бригади оперативного призначення імені П. Дорошенка «Буревій» Національної гвардії України, служив у 3-му батальйоні оперативного призначення «Гроза», дислокованому у м. Ірпінь. 
На початку повномасштабного російського вторгнення — командир роти, воював на Київщині (зокрема поблизу сіл Мощуна і Горенки), на Харківщині, Луганщині, під час оборонних боїв у Серебрянському лісництві дістав тяжке осколкове поранення попереку. Переніс півдесятка операцій, і хоча міг звільнитись за станом здоров'я, проте повернувся у стрій. 
Завжди першим заходив на нульову позицію та виходив останнім. Ніколи не залишав побратимів на полі бою — ні поранених, ні загиблих. Підлеглі завжди були готові слідувати за ним у найзапекліших ситуаціях і виконувати найскладніші бойові завдання. Завдяки його мужності та професіоналізму зупинено вороже просування, знищено значну кількість окупантів і їхньої техніки.
Особисто знищив протитанковими засобами ворожі танк і бойову машину піхоти з екіпажами. 
Загинув 6 грудня 2023 року у Донецькій області внаслідок мінометного обстрілу.
Похований з військовими почестями 12 грудня 2023 року у Лигівці Сахновщинської громади, де живуть його бабуся, дідусь та батьки.

## Нагороди
- Звання Герой України з удостоєнням ордена «Золота Зірка» (28 червня 2024, посмертно) — за особисту мужність і героїзм, виявлені у захисті державного суверенітету та територіальної цілісності України, самовіддане служіння Українському народові[2].